# Змислівка
Змислівка пол. Zmysłówka — невеличке село в Польщі, у гміні Риманів Кросненського повіту Підкарпатського воєводства.

## Історія
До 31 грудня 2011 року Змислівка була присілком Ладзина.
У 1975—1998 роках село належало до Кросненського воєводства.
Відповідно до наказу гміни, з 1 січня 2012 року населений пункт став повноцінним селом. Його населення складає ледь більше 100 осіб.